# Gilbert Paul Jordan
 (juin 2011).
Si vous disposez d'ouvrages ou d'articles de référence ou si vous connaissez des sites web de qualité traitant du thème abordé ici, merci de compléter l'article en donnant les références utiles à sa vérifiabilité et en les liant à la section « Notes et références ».
Pour les articles homonymes, voir Jordan.
Gilbert Paul Jordan (12 décembre 1931 - 7 juillet 2006), connu sous le nom de « Boozing Barber », est un tueur en série canadien qui est soupçonné d'avoir commis des « meurtres dus à l'alcool » à Vancouver en Colombie-Britannique.

## Une vie de prédateur

### Crimes en général
Jordan, un ancien barbier, était lié à la mort de huit à dix femmes entre 1965 et 1987. Il a été le premier Canadien à utiliser l'abus d'alcool comme arme.
Le casier judiciaire de Jordan a commencé à se remplir en 1952 et comprend des condamnations pour viol, attentat à la pudeur, enlèvement, délit de fuite, conduite en état d'ivresse et vol de voitures.
En 1976, Jordan a été examiné par le Dr Tibor Bezerédi dans le cadre d'une procédure judiciaire. Le Dr Bezerédi a décrit Jordan comme une personne ayant une personnalité anti-sociale. D'après le médecin, Jordan était "une personne dont la conduite est inadaptée en termes de comportement social ; mépris pour les droits des autres qui aboutit souvent à des activités illégales".
Jordan est considéré comme un tueur en série car il est soupçonné d'avoir tué 8 à 10 femmes mais n'a été reconnu coupable que pour le meurtre d'une de ces femmes. Ses victimes étaient des femmes autochtones du Downtown Eastside de Vancouver. Généralement, il trouvait ses victimes dans les bars, payait leurs consommations ou payait pour coucher avec elles et les encourageait à boire avec lui. Après qu'elle se sont évanouies, il leur versait des boissons alcoolisées dans la gorge. Les décès qui en résultaient étaient classés comme dus à une intoxication à l'alcool. La police n'y accorda pas beaucoup d'attention car la plupart des victimes étaient alcooliques. Bien que la presse ait souvent décrit les victimes de Jordan comme des prostituées, elles ne l'étaient pas toutes. Jordan avait la réputation de boire plus de 50 onces de vodka par jour.

### L'alcool comme une arme
La première femme à être morte d'intoxication à l'alcool était une compagne de Jordan, en 1965. Comme cela allait devenir un mode opératoire, une standardiste nommée Ivy Rose a été retrouvée nue et morte dans un hôtel de Vancouver. Son alcoolémie était de 0,51. Aucune accusation n'a été portée à l'encontre de Jordan.
Les procédures judiciaires ont montré qu'il a cherché environ 200 femmes par an pour les épisodes de consommation excessive d'alcool qui couvre la période 1980 à 1988. Il a également été consultant pour la satisfaction sexuelle liée aux meurtres. De plus, le procureur de la Couronne a fourni des preuves montrant que Jordan était aussi coupable de la mort de 6 autres femmes du Downtown Eastside. Voici les noms de ces femmes :
- Mary Johnson, 30 novembre 1980, au niveau Aylmer Hôtel, alcoolémie: 0,34
- Barbara Paul, 11 septembre 1981, au niveau Glenaird Hôtel, alcoolémie: 0,41
- Mary Johns, 30 juillet 1982 à 2503 Kingsway (son salon de coiffure) alcoolémie: 0,76
- Patricia Thomas, 15 décembre 1984, à 2503 Kingsway (son salon de coiffure)  alcoolémie: 0,51
- Patricia Andrew, 28 juin 1985, à 2503 Kingsway (son salon de coiffure) alcoolémie: 0,79
- Vera Harry 19 novembre 1986, au Clifton Hôtel, alcoolémie: 0,04

Le 12 octobre 1987, Vanessa Lee Buckner a été retrouvé nue sur le sol de l'hôtel de Niagara, après une nuit de beuverie avec Jordan. Il y a eu polémique sur la victime. Certaines sources indiquent qu'elle était une femme blanche, pas une grosse buveuse, et n'était pas une prostituée. Néanmoins, les archives officielles de la cour disent que Buckner n'était pas une victime de Jordan. Un mois après sa mort, une autre femme, Edna Shade, a été retrouvée morte dans un autre hôtel. Les empreintes digitales de Jordan ont été trouvées et ont montré qu'il pouvait aussi être coupable du meurtre de Mme Buckner.
Entre le 12 octobre et le 26 novembre, la police a observé Jordan dans sa traque de femmes d'origine indienne dans la région de Skid Row, à Vancouver. À quatre reprises, ils (la police) ont sauvé une femme avant qu'elle ne devienne, elle aussi, une victime de Jordan. Ces femmes étaient les suivantes :
- Rosemary Wilson, 20 novembre 1987, au Balmoral Hôtel, alcoolémie: 0,52
- Verna Chartrand 21 novembre 1987, au Pacifique Hôtel, alcoolémie: 0,43
- Sheila Joe, 25 novembre 1987, à l'Hôtel Rainbow, alcoolémie : inconnue
- Mabel Olson, 26 novembre 1987, à l'Hôtel du Pacifique, alcoolémie : inconnue

Selon les dossiers du tribunal, la police écoutait en dehors de la chambre d'hôtel et entendait Jordan essayer de convaincre les victimes avec des mots comme "Prenez un verre… Je vous donne 20 dollars si vous buvez d'un seul trait ; nous allons voir si vous êtes une vraie femme…"
Cette preuve de faits similaires a été important dans le procès de 1988. Jordan a été jugé uniquement par un magistrat. Ce magistrat était seul dans la salle. Le juge a reconnu Jordan coupable d'homicide involontaire en ce qui concerne la mort de Mme Buckner. Il a été condamné à quinze ans de prison, mais la peine a été ramenée à neuf ans en appel.
Après six ans passés derrière les barreaux, Jordan fut libéré pour bonne conduite. Après sa libération conditionnelle, le juge lui a interdit de quitter Vancouver. En juin 2000, il avait été accusé d'agression sexuelle, voies de fait, trafic de drogue. Cette année-là, Jordan essaie de changer de nom et de devenir Paul Pearce. Mais, au vu de ses antécédents criminels, sa demande est refusée.
Jordan a été arrêté à nouveau, en 2002, pour n'avoir pas respecté les conditions de sa libération conditionnelle. En effet, il a été retrouvé saoul dans un bar de la place en compagnie d'une jeune femme. Il a été reconnu coupable et condamné à 15 mois de prison. Il obtint une libération sur parole avec des conditions plus strictes que la première.
Cependant, le 11 août 2004, il a été arrêté à Winnipeg pour violation des conditions de sa libération pour un incident à l'Hôtel York à Swift Current, Saskatchewan, le 9 août 2004. En effet, il a été vu en train de boire un verre avec Barb Burkley. Cette dernière résidait depuis longtemps à l'hôtel et était une alcoolique chronique. Mme Burkley a été transportée à l'hôpital par son amie et employée de l'hôtel, Cathy Waddington, après avoir constaté que Mme Burkley était en très mauvais état. Il fut reconnu plus tard que Mme Waddington n'était autre que Jordan. En 2005, il a été relaxé, faute de preuves suffisantes.
Gilbert Paul Jordan est mort en 2006.

### Alerte policière
Le 3 février 2005, le Département de police de Saanich a émis une note à l'attention du public :

« JORDAN, Paul Gilbert, 73 ans, fait l'objet de cette alerte. Jordan mesure 175 cm (5' 9") et pèse 79 kg (174 lb). Il est partiellement chauve avec des cheveux gris et une barbiche grise. Il a les yeux bleus et porte des lunettes. Jordan est actuellement dans la région de Victoria, mais n'a pas d'adresse fixe. Jordan a un lourd casier judiciaire, y compris l'homicide involontaire d'une femme et l'attentat à la pudeur, il consomme de l'alcool pour attirer ses victimes ; Jordan recherche le plus souvent des jeunes femmes (entre 18 et 30 ans). Jordan est libre sous certaines conditions :
- Éviter absolument la consommation d'alcool.
- Ne pas être en compagnie de toute personne de sexe féminin, plus spécialement dans les lieux où on consomme de l'alcool même si la jeune femme est propriétaire des lieux.

Si vous observez cet individu, violant l'une des conditions ci-dessus veuillez contacter le Département de police de Saanich à 475-4321, le 911 ou le service de police local. Si vous avez des questions concernant le processus de notification du public, veuillez contacter le BC Corrections Branch au 250-387-6366. »